# Onirik (italienische Band)
Onirik ist eine italienische Death-Metal-Band aus Mailand, die 1997 gegründet wurde. Nachdem sie sich aufgelöst hatte und längere Zeit inaktiv war, ist sie seit 2005 wieder aktiv.

## Geschichte
Die Band wurde im Jahr 1997 gegründet, jedoch löste sie sich wieder auf und wurde erst 2005 mit neuem Personal reformiert. Initiiert wurde dies von dem Bassisten Michael Kholmann aka Mike C. und dem Sänger Dydacus. Ergänzt wurde die Besetzung durch den Gitarristen Vincenzo Failla aka Vincent Deathcult und den Bassisten und Schlagzeuger Giovanni Mantini aka Michael Vanni Hate. 2007 wurde in den Alpha Omega Studios ein erstes Demo unter der Leitung von Alex Azzali aufgenommen. Das Demo besteht aus den drei Songs Rama, Mortal Lake und Uroboros. Zudem wurden Auftritte inner- und außerhalb Italiens abgehalten. 2008 schloss sich die Split-Veröffentlichung Da Vinci Deathcode mit Septycal Gorge, Fleshgod Apocalypse und Modus Delicti ab. 2009 wurden europaweit Auftritte abgehalten, ehe im Folgejahr Davide Ricciuti aka Dave Satras als neuer Sänger dazustieß. Nach mehreren Besetzungswechseln erschien über The Spew Records, einem Sub-Label von Punishment 18 Records, im Jahr 2016 das Debütalbum Ab Initio, das von Maurizio Ferrero produziert worden war. In ihrer Karriere ist die Band bisher unter anderem zusammen mit Grave, Obituary, Carnal Forge, Hour of Penance, Master, Fleshgod Apocalypse, Avulsed, Fleshless und Decaying Purity aufgetreten.

## Stil
The Fetus Bin von brutalism.com schrieb in seiner Rezension zu Ab Initio, dass hierauf aggressiver und energiegeladener Old-School-Death-Metal zu hören ist, der kraftvolle Riffs und gelegentlich ein paar Melodien enthalte. Der Gesang bestehe aus Growls. Sicktus von lordsofmetal.nl ordnete die Band dem Brutal Death Metal zu, wobei sich die Musik ohne Überraschungen präsentiere, jedoch stelle das Album immerhin eine solide Genre-Arbeit dar. Der Tonträger sei hauptsächlich für Fans von Suffocation und Morbid Angel geeignet. Gersi von heavy-metal.de bezeichnete das Dargebotene als Death Metal im US-amerikanischen Stil, wobei ihm ebenfalls Suffocation und Morbid Angel in den Sinn kamen. Doublebass und Blastbeats seien ebenso charakteristisch wie die „sägenden Gitarren“. Die Gruppe integriere zwar Keyboards, jedoch seien die nie so vordergründig wie etwa bei Fleshgod Apocalypse. Die Kompositionen seien technisch anspruchsvoll und brutal, jedoch arteten sie nie in „Frickeleien“ aus und seien dabei eingängiger als diejenigen von ihren Landsmännern Hour of Penance.

## Diskografie
- 2007: Demo (Demo, Eigenveröffentlichung)
- 2008: Da Vinci Deathcode (Split mit Septycal Gorge, Fleshgod Apocalypse und Modus Delicti, Ripper Tattoo Records)
- 2016: Ab Initio (Album, The Spew Records)